# Галактион Вологодски
Галактион Вологдски (1535, Москва - 1612, Вологда) - преподобни Руске православне цркве.

## Биографија
Према његовом Житију „пошто је рођен у владајућем граду Москви“, био је син „кнеза Јована Јоановича Белског“, кога је Иван Грозни „заповедио да погуби“. Ову генеалогију прихватају неки биографи Галактиона (А. Н. Муравјов и састављач његовог најновијег житија у руском преводу Четиха-Минеја); већина, попут грофа М. В. Толстоја, О. Верјужског, Степановског, сматра га сином кнеза Јована Федоровича Белског, свргнутог од стране Шујских 1542., иако састављач новог житија Галактиона у руској Четиј-Менаји сматра овог кнеза дедом преподобног. В. О. Кључевски назива свог оца једноставно кнезом Иваном Белским. Али чак ни крајем 17. века у Вологди нису смели да изнесу одређено гледиште о пореклу Галактиона, а архиепископ вологдски Гаврило известио је патријарха Адријана о Галактиону и другом вологдском светитељу Герасиму да „који је чин у свет и какав живот и у којим годинама нема вести о савршеном“ Е. Е. Голубински директно назива Галактиона „подвижником и пустињаком Вологде тајанственог порекла“. Световно име Галактиона није сасвим утврђено: обично га зову Гаврило, али има разлога да га зову Ђорђе.
Према животу, 1542. године, током прогона кнежева Белског, „рођаци и добра дела“ сакрили су Габријела, „седмогодишње дете“, у граду Старици. Из Старице је Габријел „тајно“ отишао у Вологду и постао шегрт код „усмара“ (кожара, обућара). Сазревши, „прихватио је жену од обичних људи“; из овог брака имао је „женско дете“. Оставши удовац и „хранивши“ своју ћерку, Гаврило се одао подвижничким подвизима.
Замонашио се под именом Галактион, по мишљењу О. Верјужског, које има основу у рукописним изворима, у Ростовском Борисо-Глебском манастиру и био је ученик чувеног ростовског пустињака преподобног Иринарха, на кога се Галактион угледао у својим подвизима. О. Верјужски такође признаје „неспорно је да је Галактион имао свештенички чин“. Галактион се одликовао строгим уздржавањем, борио се са невољама и трудовима, носио је кошуљу и окове. Убрзо се потпуно затворио у своју келију.
Поштовање становника Вологде према Галактиону било је веома велико. Током међукраљевине, Галактион је позивао становнике Вологде на покајање и убеђивао их да у његовој келији подигну цркву у част Богородице; али је изградњу цркве спречио имућни мештанин Нечај Шчелкунов.
Крајем 19. века већ је био поштован као светац, без формалне канонизације, а у његово име је подигнута капела у Знаменској цркви Вологдског духовног манастира. Мошти Преподобног Галактиона су положене у доњем спрату Знаменске цркве Духовног манастира, где је у његово име сазидан престо. На параманду су уклесане речи: „Слуга Божји Гаврило, у име Оца и Сина и Светога Духа, обећао је да ће издржати до краја“.